# 19298 Zhongkeda
19298 Zhongkeda este un asteroid din centura principală de asteroizi.

## Descriere
19298 Zhongkeda este un asteroid din centura principală de asteroizi. A fost descoperit pe 20 septembrie 1996 la Xinglong în cadrul programului Beijing Schmidt CCD Asteroid Program. Asteroidul prezintă o orbită caracterizată de o semiaxă mare de 2,39 ua, o excentricitate de 0,08 și o înclinație de 6,7° în raport cu ecliptica.